# Туријска кобасицијада
Кобасицијада је међународни фестивал кобасица који се једном годишње одржава у бачком селу Турија код Србобрана. Фестивал сваке године има више од 10.000 посетилаца. Главна атракција сваке Кобасицијаде је џиновска кобасица дугачка више од 2 km. Сваке године се дужина кобасице продужава за један метар и тако се сваке године обара Гинисов рекорд.
Када су организатори 2004. године одлучили да ипак одрже фестивал упркос томе што је падао у посне дане Српске православне цркве, црква је проклела организаторе, а на месној цркви су се сваких 15 минута оглашавала погребна звона. Године 2007. туријска кобасицијада се одржала 16, 17. и 18. фебруара.